# Granville Bates
Pour les articles homonymes, voir Bates.
Granville Bates est un acteur américain, né le 7 janvier 1882 à Chicago (Illinois), mort le 8 juillet 1940 à Los Angeles — quartier d'Hollywood (Californie).

## Biographie
Granville Bates entame sa carrière d'acteur au théâtre et joue notamment à Broadway à partir de 1924. Là, ses deux dernières pièces sont Merrily We Roll Along (en) de Moss Hart et George S. Kaufman (1934-1935, avec Walter Abel et Jessie Royce Landis) et Pluie de John Colton (en) et Clemence Randolph (1935, avec Tallulah Bankhead dans le rôle principal).
Au cinéma, après une première expérience dans deux films muets de 1917, il contribue surtout à quatre-vingt-neuf films parlants américains, depuis Jealousy de Jean de Limur (1929, avec Jeanne Eagels et Fredric March) jusqu'à Men Against the Sky (en) de Leslie Goodwins (1940, avec Richard Dix et Kent Taylor).
Entretemps, citons Honor Among Lovers de Dorothy Arzner (1931, avec Claudette Colbert et Fredric March), Une aventure de Buffalo Bill de Cecil B. DeMille (1936, avec Gary Cooper et Jean Arthur), Une nation en marche de Frank Lloyd (1937, avec Joel McCrea et Frances Dee), Des souris et des hommes de Lewis Milestone (1939, avec Burgess Meredith et Betty Field), Mon épouse favorite de Garson Kanin (1940, avec Irene Dunne et Cary Grant), ainsi que La Tempête qui tue de Frank Borzage (1940, avec James Stewart et Margaret Sullavan).
Son antépénultième film est Private Affairs (en) d'Albert S. Rogell (avec Nancy Kelly et Hugh Herbert), sorti le 5 juillet 1940, trois jours avant sa mort brutale (à 58 ans), d'une crise cardiaque. Il est enterré au cimetière de Graceland à Chicago.

## Théâtre à Broadway (intégrale)
- 1924-1925 : Silence de (et mise en scène par) Max Marcin : Dr Thorpe
- 1927 : My Princess, opérette, musique de Sigmund Romberg, lyrics et livret de Dorothy Donnelly, d'après une pièce de celle-ci et d'Edward Sheldon, costumes de Charles Le Maire : Mitchell
- 1927 : The Stairs de Rosso di San Secondo, adaptation de Dario Forza : Gianfranchi
- 1928 : Gentlemen of the Press de Ward Morehouse (en), mise en scène de George Abbott : Braddock
- 1930 : The Sap from Syracuse ou So Was Napoleon de Jack O'Donnell et John Wray : Solomon Hycross (rôle repris dans l'adaptation au cinéma de 1930 : voir filmographie ci-après)
- 1930-1931 : Once in a Lifetime de Moss Hart et George S. Kaufman, mise en scène de ce dernier : l'évêque (remplacement)
- 1932 : Trick for Trick de Vivian Crosby, Shirley Warde et Harry Wagstaff Gribble : Lieutenant Jed Dodson
- 1932 : Lilly Turner de (et mise en scène par) Philip Dunning et George Abbott[2] : Dave Turner
- 1932-1933 : Twentieth Century de Ben Hecht et Charles MacArthur[3], mise en scène de George Abbott : le conducteur
- 1934 : Double Door d'Elizabeth McFadden, mise en scène d'H. C. Potter : Mortimer Neff
- 1934 : Come What May de Richard F. Flournoy : Dr Hughes
- 1934-1935 : Merrily We Roll Along de Moss Hart et George S. Kaufman, mise en scène de ce dernier : M. Murney
- 1935 : Pluie (Rain) de John Colton et Clemence Randolph, d'après le roman Miss Thompson de William Somerset Maugham : Joe Horn

## Filmographie partielle
- 1929 : Jealousy de Jean de Limur : l'avocat
- 1930 : The Sap from Syracuse de A. Edward Sutherland : Solomon Hycross
- 1931 : Honor Among Lovers de Dorothy Arzner : Clark
- 1931 : Le Lieutenant souriant (The Smiling Lieutenant) de Ernst Lubitsch : le percepteur
- 1932 : The Wiser Sex (en) de Victor et Berthold Viertel : le rédacteur en chef
- 1934 : Traqués (Woman in the Dark) de Phil Rosen
- 1934 : Midnight de Chester Erskine : Henry McGrath
- 1935 : Poursuite (Pursuit) de Edwin L. Marin : le propriétaire du parking
- 1935 : Tempête au cirque (O'Shaughnessy's Boy) de Richard Boleslawski : le médecin
- 1935 : Vivre sa vie (I Live My Life) de W. S. Van Dyke : le capitaine du yacht
- 1936 : Treize Heures dans l'air (Thirteen Hours by Air) de Mitchell Leisen
- 1936 : Chatterbox de George Nichols Jr. : Philip Greene Sr.
- 1936 : L'Ennemie bien-aimée (Beloved Enemy) de H. C. Potter : Ryan
- 1936 : Une aventure de Buffalo Bill (The Plainsman) de Cecil B. DeMille : Van Ellyn
- 1937 : Septième District (The Great O'Malley) de William Dieterle : Jake
- 1937 : La Lumière verte (Green Light) de Frank Borzage : le shérif
- 1937 : Place aux jeunes ou Au crépuscule de la vie (Make Way for Tomorrow) de Leo McCarey : M. Hunter
- 1937 : Nancy Steele a disparu (Nancy Steele Is Missing) de George Marshall : Joseph F. X. Flaherty
- 1937 : La ville gronde (They Won't Forget) de Mervyn LeRoy : le détective Pindar
- 1937 : Idole d'un jour (It Happened in Hollywood) de Harry Lachman : Sam Bennett
- 1937 : Un homme a disparu (The Perfect Specimen) de Michael Curtiz : Hooker
- 1937 : L'Amour à Waikiki (Waikiki Wedding), de Frank Tuttle
- 1937 : Un vieux gredin (The Good Old Soak) de J. Walter Ruben
- 1937 : En liberté provisoire (Back in Circulation) de Ray Enright : Dr Evans
- 1937 : Une nation en marche (Wells Fargo) de Frank Lloyd : le banquier Bradford
- 1937 : When's Your Birthday? de Harry Beaumont
- 1937 : Mannequin de Frank Borzage : M. Gebhart
- 1938 : Folle Jeunesse (en) (Youth Takes a Fling) de Archie Mayo : M. Judd
- 1938 : Cour d'assises (The Jury's Secret) d'Edward Sloman : le juge Pendegast
- 1938 : Une enfant terrible (Hard to Get) de Ray Enright : le juge Harkness
- 1938 : Les Aventures de Marco Polo (The Adventures of Marco Polo) de Archie Mayo : un homme d'affaires vénitien
- 1938 : Gangster d'occasion (Co Chase Yourself) de Edward F. Cline : Halliday
- 1938 : Joyeux Compères (Cowboy from Brooklyn) de Lloyd Bacon : « Pop » Hardy
- 1938 : A Man to Remember (en) de Garson Kanin : George Sykes
- 1938 : Ah ! ces vedettes ! (The Affairs of Annabel) de Benjamin Stoloff : M. Fletcher

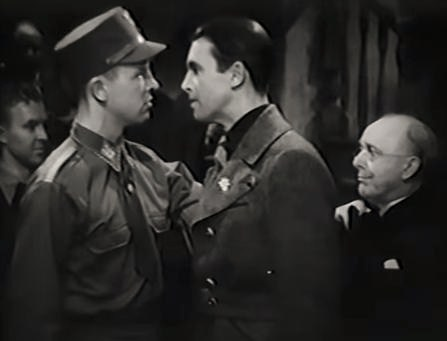
Avec James Stewart (au centre), dans La Tempête qui tue (1940)

- 1939 : Agent double (Espionage Agent) de Lloyd Bacon : Phineas T. O'Grady
- 1939 : Le Vainqueur (Indianapolis Speedway) de Lloyd Bacon : M. Greer
- 1939 : Divorcé malgré lui (Eternally Yours) de Tay Garnett : le capitaine du navire
- 1939 : Mon mari court encore (Fast and Furious) de Busby Berkeley : le chef Miller
- 1939 : Des souris et des hommes (Of Mice and Men) de Lewis Milestone : Carlson
- 1940 : Mon épouse favorite (My Favorite Wife) de Garson Kanin : le juge Brisson
- 1940 : L'Étrange Aventure (Brother Orchid) de Lloyd Bacon : le superintendant de Pattonsville
- 1940 : La Tempête qui tue (The Mortal Storm) de Frank Borzage : le professeur Berg
- 1940 : Private Affairs (en) de Albert S. Rogell : le juge Samuel Elmer Hamilton
- 1940 : Flowing Gold (en) de Alfred E. Green : Charles Hammond / Shylock
- 1940 : Men Against the Sky (en) de Leslie Goodwins : M. Burdett